# 12 Lacertae
12 Lacertae, som är stjärnans Flamsteed-beteckning, är en vid dubbelstjärna belägen i den södra delen av stjärnbilden Ödlan, som också har variabelbeteckningen DD Lacertae. Den har en genomsnittlig skenbar magnitud på ca 5,23 och är svagt synlig för blotta ögat där ljusföroreningar ej förekommer. Baserat på parallax enligt Gaia Data Release 2 på ca 3,1 mas, beräknas den befinna sig på ett avstånd på ca 1 050 ljusår (ca 320 parsek) från solen. Den rör sig närmare solen med en heliocentrisk radialhastighet av ca -13 km/s och ingår troligen i stjärnföreningen I Lacertae OB (Lac OB1).

## Egenskaper
Primärstjärnan 12 Lacertae A är en blå till vit jättestjärna  av spektralklass B1.5 III. Den har en massa som är ca 9,5 solmassor, en radie som är ca 8,4 solradier och utsänder ca 8 900 gånger mera energi än solen från dess fotosfär vid en effektiv temperatur av ca 23 800 K.
12 Lacertae är en pulserande variabel av Beta Cephei-typ och 53 Persei-typ (BCEP+SPB), som varierar mellan visuell magnitud +5,16 och 5,28 med en period av 0,1930924 dygn eller 4,63422 timmar. Den har i mer än ett sekel varit känd för att vara varierande och har studerats ingående. Dess variabla radiella hastighet upptäcktes av W.S. Adams 1912, och ljusvariationerna fastställdes 1919. Den holländska matematikern F.J.M. Barning analyserade insamlade data 1963 och fann fyra separata cykler av variation. År 1994 hade sex perioder bekräftats. Stjärnan är en hybridpulsator som visar blandat beteende hos en Beta Cephei-variabel och en långsamt pulserande stjärna av spektraltyp B.
Följeslagaren är en stjärna i huvudserien av spektralklass A3 V och skenbar magnitud 9,2. År 2008 hade den en vinkelseparation av 69 bågsekunder från primärstjärnan. Det finns en svag infraröd nebulositet vid en separation av 0,6 ljusår från paret som sannolikt är en bogchock.